# جو لورانس
جو لورانس (بالإنجليزية: Joe Lawrence)‏ هو لاعب كرة قاعدة أمريكي، ولد في 13 فبراير 1977 في ليك تشارلز في الولايات المتحدة.

## وصلات خارجية
- جو لورانس على موقعبيزبول رفرنس.كوم (الدوري الرئيسي) (الإنجليزية)
- جو لورانس على موقعبيزبول رفرنس.كوم (الدوري الثانوي) (الإنجليزية)